# YOUR LEGEND 〜燃ゆる命〜
「YOUR LEGEND 〜燃ゆる命〜」（ヤング・レジェンド もゆるいのち）は、2015年6月17日にA-Sketchから発売されたメイデイのメジャー2枚目のシングル。

## 概要
- 初回限定盤はDVD付き[1]。
- CDショップ購入でオリジナルポストカード、Amazon購入でオリジナルジャケットステッカー(10cm×10cm)が付いてくる。

## 収録曲

### CD
1. YOUR LEGEND 〜燃ゆる命〜（將軍令 日本語ver.）
（作詞・作曲：阿信、日本語詞：いしわたり淳治）
2. 追憶のナインボール（九號球 日本語ver.）
（Vocal：怪獸&阿信、作詞：阿信、日本語詞：いしわたり淳治、作曲：怪獸）
3. 青春の彼方/盛夏光年
（作詞・作曲：阿信）
4. 星空
（作詞：石头、作曲：阿信）
5. 將軍令 (オリジナルver.)
6. 九號球 (オリジナルver.)

### 初回限定盤DVD
1. モーター・ロック/軋車＋Opening Live_2009 高雄世運主場館＋台北小巨蛋/高雄スタジアム＋台北アリーナ
2. 悲しみはバラードじゃ癒せない/傷心的人別聽慢歌 Live_2013 香港紅磡體育館/香港コロシアム
3. 愛の記憶は突然に/突然好想你 Live_2012 高雄世運主場館/高雄スタジアム
4. やさしすぎて/溫柔 Live_2012 高雄世運主場館/高雄スタジアム
5. 僕は僕に嘘をつかない/倔強 Live_2012 北京鳥巢/北京スタジアム(鳥の巣)
6. 瞬間少年ジャンプ/離開地球表面＋ノアの方舟/諾亞方舟 Live_2012